# Necydalis oblonga
Necydalis oblonga là một loài bọ cánh cứng trong họ Cerambycidae.